# Halsbandzanger
De halsbandzanger (Myioborus torquatus) is een zangvogel uit de familie Parulidae (Amerikaanse zangers).

## Verspreiding en leefgebied
Deze soort komt voor in Costa Rica en westelijk Panama.